# 陈逸鸣
陈逸鸣（1951年—）美籍华人画家。擅长人物和人体油画。

## 生平
祖籍浙江镇海，今宁波市镇海区。1951年，出生于上海。父亲陈庚赉，化学工程师。母亲范雅芳。兄陈逸飞，当代华人油画大师，比陈逸飞小五岁。
1972年，入读上海美术专科学校。1974年，在江苏崇明岛（今上海崇明县）东风农场务农。期间创作有油画《新的起点》，入选“上海知识青年美术作品展”。陈逸鸣早年也创作版画、宣传画、连环画和给书籍配插图。
1978年，入读上海戏剧学院。1979年，创作油画《憧憬》，入选上海美术作品展览会，并刊登于当年的《人民日报》。 1979年，毕业于上海戏剧学院油画系。
1981年，赴美国留学，系统学习西方绘画和艺术理论。自此，走上职业画家道路并定居美国纽约。
1987年，在纽约著名瓦列·芬得来画廊举办个人首次画展，40幅油画画作被抢购一空，从而进入美国主流画界。
1990年，在美国纽约哈默画廊举办“陈逸飞陈逸鸣兄弟展”。在陈逸飞之后，成为纽约哈默画廊签约画家。
陈逸鸣是中国大陆改革开放后最早走向世界的中国画家之一，是最早进入美国主流画廊的华人画家之一。

## 20世纪画展
20世纪，陈逸鸣往届个人画展主要在海外，以美国、加拿大、香港、新加坡为主，有：
- 1982年：美国纽约国际画廊，美国纽约林肯中心画廊
- 1983年：美国纽约东方画廊
- 1987年：美国纽约瓦列·芬德里画廊
- 1988年：美国芝加哥瓦列·芬德里画廊
- 1989年：美国康乃狄克州鹰画廊
- 1990年：美国新英格兰现代艺术中心，美国纽约哈默画廊
- 1992年：香港万玉堂画廊
- 1993年：加拿大温哥华莫瓦特画廊
- 1994年：新加坡国际艺术博览会，加拿大莫瓦特画廊，香港国际艺术博览会，香港肖尼画廊
- 1995年：美国纽约哈默画廊，美国新墨西哥州倍特画廊
- 1996年：美国纽约哈默画廊
- 1997年：美国纽约哈默画廊
- 1998年：上海国际艺术博览会
- 1999年：美国纽约哈默画廊

## 近年代表画展
- 2001年：美国纽约哈默画廊
- 2003年：美国纽约哈默画廊
- 2013年，上海艺术博览会（艺博会），“梦乡系列”作品[5][6]
- 陈逸鸣从艺40年大展 [7]

## 名言
- “拒绝模仿陈逸飞”[5]
- “牛粪也能画得美！”[2]

## 代表作
- 《魂萦旧梦》